# Mycerobas melanozanthos
Il frosone alimacchiate (Mycerobas melanozanthos (Hodgson, 1836)) è un uccello passeriforme della famiglia dei Fringillidi.

## Descrizione

### Dimensioni
Misura fra i 21 ed i 23 cm di lunghezza, per un'apertura alare che può raggiungere i 30 cm ed un peso di circa 60 g.

### Aspetto
L'aspetto è quello tipico dei frosoni, con corpo compatto, testa grande e becco grosso e tozzo di forma conica.

Anche in questa specie è presente uno spiccato dimorfismo sessuale. Il maschio è nero su testa, gola, spalle, ali e coda, con petto, ventre e sottocoda gialli: le copritrici delle ali sono nere con punta bianca, dando all'ala un aspetto maculato dal quale la specie trae il suo nome comune, che forse è ancora più appropriato per la femmina. Quest'ultima infatti manca della copertura nera sul corpo ed è di colore bruno su nuca, dorso, ali, coda e sulle strisce che dal becco vanno verso le tempie, mentre  testa, petto e ventre sono gialle: essendo però le penne gialle di guance, collo, petto e fianchi munite ciascuna di una macchia bruna sulla parte distale, la femmina ha un caratteristico aspetto punteggiato o marmorizzato.

In ambo i sessi, il becco è grigio-nerastro, le zampe carnicino scuro e gli occhi bruno scuro.

## Biologia
Si tratta di animali diurni, che si muovono fra le cime degli alberi da soli od in coppie, sebbene in particolare durante le stagioni siccitose tendano a riunirsi in gruppi anche di qualche decina di individui.

### Alimentazione
La dieta del frosone maculato è composta per la massima parte di semi, che questo uccello frantuma senza problemi col robusto becco: esso tuttavia mangia senza problemi anche bacche, frutta e germogli, mentre più raramente si nutre di insetti ed altri invertebrati.

### Riproduzione
Il periodo riproduttivo cade in corrispondenza della stagione calda: le coppie si formano dopo un lungo e serrato corteggiamento durante il quale il maschio segue incessantemente la femmina. Quest'ultima si occupa della costruzione del nido (una struttura a forma di coppa posta nel fitto della vegetazione arborea, costruita con rametti intrecciati e foderato all'interno di pelo animale) e della cova delle 2-3 uova, che dura 18-20 giorni: il maschio provvede a procacciare il cibo. Ambedue i partner si occupano dei piccoli, che sono pronti ad involarsi a circa 20 giorni dalla schiusa, ma ne passanto all'incirca altrettanti coi genitori prima di allontanarsene.

## Distribuzione e habitat
Questa specie è diffusa dal Kashmir alla Cina sud-occidentale ed a sud fino all'Assam, alla Birmania, alla Thailandia del nord, al Laos e al Vietnam.
Sebbene lo si possa trovare fino a 3000 m d'altitudine, il frosone maculato non è così strettamente legato agli ambienti montani come lo sono invece le specie congeneri: esso abita le pinete ed i boschi misti, spingendosi in pianura durante i mesi più freddi.